# Laurette Maritz
Laurette Maritz (Johannesburg, 13 januari 1964) is een Zuid-Afrikaanse golfprofessional. Ze debuteerde in 1988 op de Ladies European Tour.

## Prestaties

### Professional
Ladies European Tour
| Jaar | # | Toernooi(en)                                           |
| ---- | - | ------------------------------------------------------ |
| 1988 | 2 | Marbella Ladies Open, EMS Masters at Quinta da Marinha |
| 1990 | 1 | Laing Charity Classic                                  |

Overige
- 1989: South African Women's Open
- 1996: South African Women's Open
- 1998: South African Ladies Masters
- 2003: Nedbank Women's Masters, Pam Golding International
- 2005: Telkom Women's Classic (South African Nedbank Women's Golf Tour in Zuid-Afrika)
- 2006: Telkom Women's Classic (South African Nedbank Women's Golf Tour in Zuid-Afrika)

## Prijzen
- All American Award: 1983-1987
- US Amateur Player of the Year: 1987
- Ladies European Tour "Rookie of the Year": 1988
- Nedbank Women's Golf Tour "Order of Merit" ( RSA): 2006

## Teamcompetities
Professional
- Women's World Cup of Golf ( RSA): 2005, 2006, 2007 & 2008